# Podocnemis sextuberculata
Podocnemis sextuberculata là một loài rùa trong họ Podocnemididae. Loài này được Cornalia mô tả khoa học đầu tiên năm 1849.